# Uzungöl
Az Uzungöl („Hosszú tó”; pontoszi görögül: Şaraho) egy tó a törökországi Trabzon tartományban, Çaykara körzetben, Trabzon városától délre. Uzungöl egyben egy falu neve is a tó partján. A festői szépségű tó, a falu és a környező völgy az évek során nagy népszerűségre tett szert a turisták körében. A tó 99 km-re fekszik Trabzon belvárosától és 19 km-re Çaykara központjától. A tavat földcsuszamlás hozta létre, amely természetes gátat hozott létre a Haldizen patak völgyében.
A terület híres a természeti környezet szépségéről. A Pontoszi-hegység magaslatai közt rejtőző tó és falu első pillantásra megközelíthetetlennek tűnik, ezt fokozzák a hegyvidéki erdők és a tóra időnként leereszkedő köd.
Az ideérkező turisták miatti fellendülés befektetőket is vonzott; szállodák, éttermek és ajándékboltok nyíltak a faluban, és a közlekedési infrastruktúra is nagyban fejlődött. 2008-ban a kormány betonfalat emelt a tó partja mentén, hogy a hullámok ne vizezzék be a parti utakat; ez nemcsak a helyiek tiltakozását váltotta ki, hanem a geológusokét is, akik aggódtak a környezetet ért kár miatt és kijelentették, hogy a tó ettől nagy, mesterséges medencévé változott.

## Fordítás
- Ez a szócikk részben vagy egészben  az   Uzungöl című angol Wikipédia-szócikk ezen változatának fordításán alapul.  Az eredeti cikk szerkesztőit annak laptörténete sorolja fel. Ez a jelzés csupán a megfogalmazás eredetét és a szerzői jogokat jelzi, nem szolgál a cikkben szereplő információk forrásmegjelöléseként.

## Külső hivatkozások
- Uzungöl
- Uzungöl VR Photography